# Bessie Smith halála
A Bessie Smith halála Edward Albee egyfelvonásos színműve, amelyet 1959-ben írt.

## Cselekmény
A darab Bernie, és a barátja, Jack, valamint − a színpadon okkal nem megjelenő − Bessie Smith, továbbá a memphisi kórház feketék és fehérek közötti dialógusaiból áll. A híres bluesénekes, Bessie Smith halála napján történik a cselekmény, aki egy autóbalesetben halt meg, bár megmenthették volna. Miként Albee színdarabja, igen sokan azt feltételezik, hogy halálának közvetlen oka az volt, hogy a bőrszíne miatt egymás után több kórház egyszerűen nem vette át a sérült énekesnőt a mentőktől.
A művet és a következő évben mutatták be Nyugat-Berlinben, majd Londonban a Royal Court Theatre-ben 1961-ben. Egy Albee Fesztivál részeként a chicagói Goodman Theatre 2003-ban is bemutatta a Bessie Smith halálát. (És pesze sokszor, világszerte).